# The Trial (Pink Floyd)
The Trial is een nummer van de progressieve Britse rockband Pink Floyd uit 1979. Het nummer beschrijft het symbolische proces van Pink en vormt de climax van zowel het album als de rockopera The Wall. Het nummer is geschreven door Roger Waters en Bob Ezrin. Het nummer bevat verschillende personages: de advocaat, de schoolmeester, Pinks vrouw, Pinks moeder en de rechter. Al deze personages worden ingezongen door Waters. In dit nummer is het aandeel van het orkest het grootst. De personages uit de film, The Wall, worden in de clip van The Trial weergegeven als tekenfilmfiguren.

## Albumversie
De albumversie is bijna hetzelfde als de filmversie, met alleen deze verschillen:
- De zang begint sneller op de albumversie.
- Het nummer sluit aan op het voorgaande nummer, Stop.
- Aan het einde wordt de muur meteen afgebroken, zonder de stilte.

## Filmversie
In de film fantaseert Pink over het proces. Pink neemt tijdens de clip de vorm aan van een slappe, roze (Pink) pop. Aan het begin zit Pink opgesloten in een kerker die bewaakt wordt door hamers (deze hamers stellen soldaten voor). De kerker wordt geopend en Pink komt in het rechtsgebouw. De advocaat is een man met een pruik en schoenen met hakken aan. De advocaat verkondigt Pinks misdaad (showing feelings) en roept de schoolmeester. De schoolmeester wordt in deze clip afgebeeld als een marionet, die bestuurd wordt door zijn vrouw. De schoolmeester beschuldigt Pink van moord en verandert in een hamer die Pink dood wil slaan. Pink doet in de clip geen moeite om zichzelf te verdedigen. Vervolgens komt Pinks vrouw. Zij is in de clip een kruising tussen een insect, een slang en een vrouw. Pink's vrouw beschuldigt hem ervan te weinig aandacht aan haar besteed te hebben, omdat hij zijn eigen weg wilde gaan. Vervolgens komt er een bommenwerper op Pink af die verandert in zijn moeder. Pinks moeder wil hem vrij en terug in zijn afhankelijke positie bij haar hebben en smeekt de rechter (die voortdurend Worm, your honour wordt genoemd) om haar kind mee naar huis te nemen. Dan verschijnt rechter Worm, die een reusachtig, naakt onderlichaam blijkt te zijn. De rechter kent geen genade voor Pink en geeft opdracht zijn beschermende muur af te breken (TEAR DOWN THE WALL). Terwijl het volk door blijft schreeuwen: TEAR DOWN THE WALL, zijn er korte fragmenten van de hele film te zien. Naarmate het gezang afneemt, wordt de muur steeds duidelijker. Een minuut lang blijft de muur in beeld. Vervolgens wordt hij door een enorme kracht gesloopt, waarna een groepje kinderen het puin opruimt. Wat dit voor gevolgen heeft voor Pink is onbekend.